# James Ussher
James Ussher (eller Usher), född den 4 januari 1581, död den 21 mars 1656, var en irländsk ärkebiskop och teolog, särskilt känd för att ha ansett sig kunna datera världens skapelse till år 4004 f.Kr..

## Biografi
Ussher blev 1607 teologie professor i Dublin, 1621 biskop i Meath och 1625 ärkebiskop av Armagh och Irlands primas. I tal och skrift förde han en ihärdig kamp mot romerska kyrkan och påven. Som ärkebiskop sökte han ivrigt, men utan större framgång, rädda irländska kyrkans självständighet mot engelska anspråk på överhöghet. 
I teologiskt hänseende stod han under kalvinskt inflytande, men levde på god fot med ärkebiskop Laud. På grund av denna mellanställning togs han i anspråk som medlare mellan de högkyrkliga och de revolutionära republikanerna, men misslyckades och förlorade i revolutionens stormar såväl ämbete som personlig egendom. Blott sitt bibliotek lyckades han rädda. 
Troget höll han fast vid Karl I, vid vars avrättning han var närvarande. Sina sista år tillbringade han i tillbakadragenhet, sysselsatt med lärda studier. Cromwell behandlade honom hövligt, men tillbakavisade honom strävt, när han ville lägga sig ut för anglikanerna. 
Hans många efterlämnade skrifter är dels av apologetisk-polemiskt innehåll, dels arkeologisk-kyrkohistoriskt och kronologiskt. Några betydande verk är Britannicarum ecclesiarum antiquitates (1639, ökad med nytt material 1677 och 1687) och Chronologia sacra (1660).
Ussher framlägger i sitt mest kända verk, Annales veteris testamenti a prima mundi origine deducti (Gamla testamentets annaler härledda från världens ursprung, 1650), att världen hade skapats 4000 år före Jesu födelse. Enligt hans beräkningar i verket skapades Jorden den 23 oktober 4004 f.Kr. och Adam och Eva fördrevs ur Paradiset den 10 november samma år. Han daterade även att Noas ark strandade på berget Ararat den 5 maj 1491 f.Kr. 
Ussher var, som så många andra teologiskt skolade i sin samtid, tveksam till om Jesus egentliga födelseår verkligen var år noll. Därför daterar han i sitt förord till sin stora skrift utgivningen till år 1650, men tillägger, 1654 efter herrens verkliga födelse. Usshers antagande var nämligen att herrens egentliga födelseår var 4 f.Kr. Antagandet bygger på att det var detta år som Herodes gav order om mord på alla gossebarn i Betlehem; följaktligen hade världen skapats 4004 f.Kr.
Än tidigare ute med en tämligen exakt angivelse är den italiensk-franske filologen Joseph Scaliger (1540-1609). Scaliger, som när Ussher presenterade sin skapelsedatering sedan länge var död, hade 1583 i sin De emendatione temporum (Om förbättring av tideräkningen) beskrivit de olika forntida tideräkningssystemen, och därigenom möjliggjort en enhetlig kronologi för antikens historia. Scaliger gav sig också i kast med de bibliska ättelängderna och genom att göra kalkyler och beräkningar av dessa kunde han nå fram till att skapelsen ägt rum den 23 april 3949 f.Kr., ett år som inte ligger så långt ifrån vad mångsysslaren och planetlagstiftaren Kepler senare skulle nå fram till (3992 f.Kr.). Också Newton höll sig i sina beräkningar runt 4000 f.Kr. i sin datering.